# Sprietmolen
De Sprietmolen is een graanwatermolen te Strombeek-Bever in Vlaams-Brabant. De uit 1742 daterende molen ligt langs de Maalbeek. Hij hoorde bij de hoeve 'Ter Spreet' die daar ooit stond. De molen is vastgesteld bouwkundig erfgoed vanwege de industrieel-archeologische, architecturale en historische waarde, maar is niet beschermd.
De molen is de eerste van de vijf watermolens in het Grimbergse molenlandschap. Langs de Maalbeek staan verder de 's Gravenmolen, de Liermolen, de Tommenmolen en de Oyenbrugmolen. In tegenstelling tot die molens is de Sprietmolen een bovenslagmolen omdat de Maalbeek op die plaats een voldoende groot verval heeft. Het waterrad aan de achtergevel is verdwenen maar de spaarvijver is behouden. De molen maalde met drie steenkoppels.

## Geschiedenis
De molen werd in 1355 al vermeld en in de 14e eeuw door Jan Van Bouchout aan de abdij van Grimbergen geschonken. Het gebouw dateert van 1742. Nadat de molen in 1889 door de zus van Leopold II werd gekocht, is de molen grondig gerestaureerd en verbouwd in 1897. Naar verluidt gebeurde dit op initiatief van koning Leopold II. Dit resulteerde in het huidig uitzicht met neotraditionele stijlelementen. 
De laatste molenaar was Eduard Vander Eycken (1892-1976). De molen werd voor het laatst verkocht in 2009 en deed dienst als woning totdat De Werkvennootschap het gebouw verwierf in het kader van het project van de Sneltram A12 langs de A12.

## Bedreiging
Sinds 2017 wordt de molen ernstig bedreigd door plannen van De Lijn en De Werkvennootschap om tussen de molen en de A12 het tracé voor een sneltram aan te leggen. Raadslid Bart Laeremans (Vernieuwing) vroeg in maart 2017 een alternatief tracé om het behoud van de Sprietmolen te garanderen. De goedgekeurde projectnota van oktober 2021 voorzag ter hoogte van de Sprietmolen een trambrug van 27,45 m lang om ruimte te laten voor de Maalbeek én de Sprietmolen, zodat de tramlijn geen extra ecologische barrière zou vormen.. Vermits De Werkvennootschap na een initiële zoektocht geen invulling vond voor het gebouw, vroeg ze in 2023 een sloopvergunning, maar de gemeente Grimbergen weigerde die. Het IOED Brabantse Kouters gaf in februari 2024 een negatief advies voor een mogelijke sloop omdat de erfgoedwaarden die destijds hebben geleid tot een erkenning als vastgesteld erfgoed (industrieel-archeologisch, architecturaal en historisch) nog steeds aanwezig zijn.

## Fotogalerij

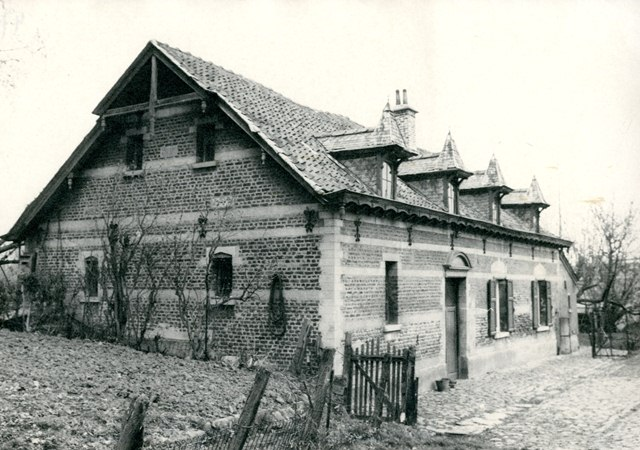
De Sprietmolen gefotografeerd in april 1971
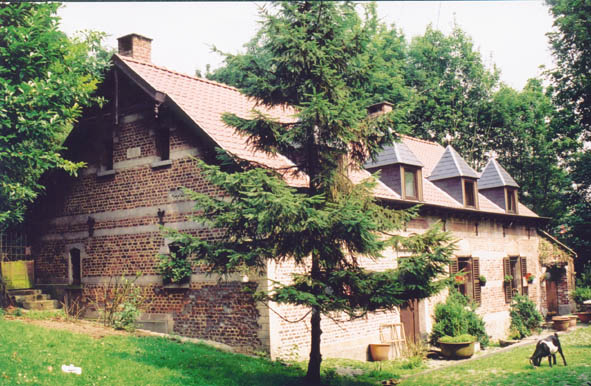
De Sprietmolen gefotografeerd in 2001 door Marjolijn Van Damme